# Montret
Montret är en kommun i departementet Saône-et-Loire i regionen Bourgogne-Franche-Comté i östra Frankrike. Kommunen ligger i kantonen Montret som tillhör arrondissementet Louhans. År 2022 hade Montret 763 invånare.

## Befolkningsutveckling
Antalet invånare i kommunen Montret
| Referens: INSEE |